# Elaine Thompsonová-Herahová
Elaine Thompsonová-Herahová (rozená Elaine Thompson, * 28. června 1992) je jamajská sprinterka, čtyřnásobná olympijská vítězka, když na Letních olympijských hrách 2016 v Riu de Janeiru vyhrála na běžeckých tratích 100 m a 200 m. Tento vítězný double pak zopakovala také na LOH 2020 v Tokiu o pět let později. Na stovce je časem 10,54 s druhou nejrychlejší ženou v historii po světové rekordmance Florence Griffith-Joynerové.
V listopadu 2019 se v jamajském přímořském letovisku Ocho Rios vdala za bývalého jamajského sprintera a svého trenéra Derrona Heraha.
V dubnu 2022 získala během virtuálního ceremoniálu vysílaného ze Sevilly cenu Laureus, označovanou za sportovního Oscara, pro nejlepší sportovkyni roku 2021.

## Sportovní kariéra
Thompsonová získala stříbrnou medaili v běhu na 200 metrů na Mistrovství světa 2015. Na Halovém mistrovství světa 2016 v Portlandu na trati 60 metrů získala bronzovou medaili s časem 7,06 sekundy, k tomu s časem 10,71 sekundy získala zlatou medaili v závodě na 100 metrů. Na Letních olympijských hrách 2016 v Riu de Janeiru získala zlatou medaili v běhu na 200 m časem 21,78 sekundy. Se štafetou na 4 × 100 metrů získala stříbrnou medaili. V roce 2017 se zúčastnila Mistrovství světa v atletice v běhu na 100 m, ve finále doběhla pátá. Na LOH 2020 v Tokiu, o rok odložených pro pandemii koronaviru, obhájila dvě zlata z Rio de Janeira, když zvítězila v časech 10,61 s a 21,53 s na obou nejkratších běžeckých distancích. O několik dní později pak v americkém Eugene zaběhla druhý nejrychlejší čas všech dob, 10,54 s (o pouhých 5 setin sekundy za dlouholetým světovým rekordem americké sprinterky Florence Griffith-Joynerové).
Ve finále odložené Letní olympiády 2020 v Tokiu zaběhla mezičas na 60 metrů 6,87 sekundy, který byl o pět setin rychlejší než halový světový rekord na této trati.
V roce 2016, 2017, 2021 a 2022 se stala celkovou vítězkou Diamantové ligy v běhu na 100 m.

## Nejlepší výkony
| 60 m  | 6,98 s (2017)  |                              |
| 100 m | 10,54 s (2021) | NR, 2. nejlepší čas historie |
| 200 m | 21,53 s (2021) | NR, 2. nejlepší čas historie |